# اصطلاح نمایه‌ای
اصطلاح نمایه‌ای (به انگلیسی: Index term) یک اصطلاح موضوعی، عنوان موضوعی، یا توصیفگر، در بازیابی اطلاعات؛ یک اصطلاح است که خلاصه‌ای از موضوع یک سند را دربرمی گیرد.
اصطلاحات نمایه‌ای واژگان کنترل شده برای کاربرد در رکوردهای کتابشناختی را تشکیل می‌دهند. آن‌ها بخش کامل واژگان کنترل شده کتابشناختی هستند، که کارکرد ویژه به وسیله مجموعه کتابخانه‌ها، سازماندهی و انتشار اسناد می‌باشد. آن‌ها کلیدواژه‌هایی برای بازیابی اسناد در یک سیستم اطلاعاتی، برای مثال، یک کاتالوگ یا یک موتور جستجو به کار گرفته‌اند.
یک فرم محبوب کلیدواژگان در وب به صورت تگهایی هستند که به‌طور مستقیم قابل مشاهده است و می‌تواند توسط افراد غیر متخصص اختصاص داده شود. اصطلاحات نمایه‌ای می‌توانند شامل یک کلمه یا عبارت اصطلاح الفبایی بشود. آن‌ها به وسیله تجزیه و تحلیل سند به صورت دستی با نمایه سازی موضوع یا به صورت خودکار به نمایه سازی خودکار با روش‌های پیچیده‌تر استخراج کلید واژه ایجاد شده‌است. اصطلاحات نمایه می‌تواند یا از واژکان کنترل شده یا به‌طور آزادانه تعیین شده باشند.
کلید واژه‌ها د یک نمایه جستجو ذخیره شده‌اند. کلمات رایج شبیه مقالات (a,an,the) و حروف ربط (and,or,but) به عنوان کلمات کلیدی در نظر گرفته نمی‌شوند زیزا آن‌ها ناکارآمد هستند. تقریباً هر سایت زبان انگلیسی در اینترنت مقاله دارد “the”
و بنابراین آن هیچ حسی برای جستجوی آن ایجاد نمی‌کند. محبوب‌ترین موتور جستجو، گوگل کلمات متوقف مانند “the”و “a” را از نمایه‌هایش برای چندین سال حذف کرد، اما بعد از آن دوباره آن‌ها را معرفی کرد، ایجاد انواع خاصی از جستجوی دقیق دوباره ممکن است.
اصطلاح «توصیفگر» توسط کالوین موئرز در سال ۱۹۴۸ ابداع شده بود. این به‌طور خاص دربارهٔ یک اصطلاح مقدم از یک تزاروس به کار رفته است.
زبان ساده سیستم سازمان دانش (SKOS) یک راه برای بیان اصطلاحات نمایه با چارچوب توصیف منبع برای کاربرد در چارچوب توصیف منبع برای کاربرد در زمینه وب معنایی فراهم می‌آورد.

## در موتورهای جستجوی وب
بیشتر موتورهای جستجوی وب برای جستجوی کلمات در هر نقطه در یک سند- عنوان، بدنه و غیره طراحی شده‌اند. در این مورد، یک کلیدواژه می‌تواند با هر اصطلاح که خارج می‌شود با سند باشد. با این حال اولویت به کلماتی داده می‌شود که در عنوان واقع شده‌اند، کلماتی که چندین بار تکرار شده‌اند، و کلماتی که صریحاً به کلمات کلیدی در برنامه‌نویسی اختصاص داده شده‌اند.اصطلاحات نمایه می‌توانند با استفاده از عملگرهای بولی مانند:"AND , OR , NOT" معمولاً برای بیشتر موتورهای جستجو ضروری هستند. "OR" نتایجی با یک اصطلاح جستجو یا یکی دیگر یا هردو را جستجو خواهد کرد. “NOT” یک کلمه یا اصطلاح را از جستجو حذف می‌کند؛ از هر نتیجه که شامل آن است رها می‌شوید. کلمات چندگانه می‌توانند همچنین در گیومه برای تبدیل نمایه منحصربفرد به یک اصطلاح نمایه خاص محصور شود. همه این اصلاح‌ها و روش‌ها برای کمک به اصطلاحات جستجو، برای به حداکثر رساندن دقت در نتایج جستجو کمک می‌کنند.

## کلیدواژه‌های دیگر
تعدادی از مجلات و پایگاه‌ها دسترسی به اصطلاحات نمایه را که به وسیله نویسندگان مقالات منتشره یا بیان شده ساخته شده‌است را فراهم می‌کنند. خصوصیت نسبی نمایه ساز اصطلاحات نمایه را فراهم کرد و نویسنده اصطلاحات نمایه که علاقه‌مند به تحقیق در بازیابی اطلاعات است فراهم کرد. کیفیت هر دو نوع واژه‌های نمایه به فراهم‌کننده وابسته است. نویسندگان کلی مشکلات فراهم کردن اصطلاحات نمایه که مشخص می‌کند وابستگی خود را به دیگر اسناد در پایگاه را دارند. کلیدواژه‌های نویسنده یک بخش تمام و کمال از ادبیات هستند.

## مثال‌ها
- سرعنوان موضوعی کانادا(CSH)
- سرعنوان‌های موضوعی کتابخانه کنگره(LCSH)
- سرعنوان‌های موضوعی پزشکی (MeSH)
- سیستم سرعنوان موضوعی ساختاریافته پلیتماتیک(PSH)
- فایل تخصصی سرعنوان‌های موضوعی (SWD)